# Cynosurus echinatus
Crételle hérissée, Crételle épineuse
Espèce
La Crételle hérissée ou Crételle épineuse (Cynosurus echinatus) est une espèce de plantes de la famille des Poacées.